# Eriosema verdickii
Eriosema verdickii är en ärtväxtart som beskrevs av De Wild. Eriosema verdickii ingår i släktet Eriosema och familjen ärtväxter. Inga underarter finns listade i Catalogue of Life.